# Alton (Staffordshire)
Alton es una parroquia civil y un pueblo del distrito de Staffordshire Moorlands, en el condado de Staffordshire (Inglaterra).
Es conocido por albergar el parque temático Alton Towers.

## Geografía
Según la Oficina Nacional de Estadística británica, Alton tiene una superficie de 9,24 km².

## Demografía
Según el censo de 2011, Alton tenía 1.226 habitantes y una densidad de población de 132,68 hab/km².